# Čevapčiči
Čevapčiči so klasična balkanska jed z žara, pripravljena iz mletega mesa, oblikovanega v večje ali manjše svaljke. K čevapčičem se običajno servira ajvar, sesekljana čebula, kajmak, mleta paprika.
Beseda je v bistvu manjšalnica od čevap, slednja pa ima isti izvor kot beseda kebab. Jed izvira iz srbske-bosanske kuhinje, kamor je prišla v času turške oblasti iz turške kuhinje. 
Čevapčiče poznajo vse balkanske države, vendar se razlikuje predvsem njihova velikost; v Romuniji in Bolgariji so običajno dolgi okoli 15 cm, v Srbiji 10 cm, v Bosni 5 cm ...
Meso za čevapčiče je navadno zmes teletine, svinjine in ovčetine, v različni kombinaciji količin glede na lokalne navade in recepte. Začinjeno je s česnom, soljo, poprom in papriko. Razen v specializiranih etno-restavracijah, so izven balkanskega območja čevapčiči izgubili prvotni sestav mesne zmesi, ohranila se je le oblika in ime. Ponekod se ovčetina povsem zanemari ali nadomesti s puranjim ali celo piščančjim mesom, teletina pa se lahko nadomesti z govedino. V primerih, ko so čevapčiči sestavljeni samo iz "belega" mesa (puranjega, piščančjega in teletine), se ne servirajo s kajmakom, kislim mlekom, ajvarjem in čebulo, temveč z majonezo in olivami.